# Freden ved Aberconwy
Freden ved Aberconwy var en fredsaftale, der blev undskrevet i 1277 af Kong Edvard 1. af England og Llewelyn den sidste fra det moderne Wales. I flere år havde de kæmpet med hinanden om kontrollen over flere områder i Wales. Freden afsluttede denne fejde, men garanterede i praksis også, at det walisiske selvstyre ville ophøre ved Llewelyns død, og den repræsenterede afslutningen på første stadie af Edvard 1.'s erobring af Wales.